# Trans-2-ヘキセナール
trans-2-ヘキセナール（trans-2-hexenal）は、脂肪族アルデヒドの一種。異性体のcis-3-ヘキセナールとともに青葉アルデヒドの別名を持ち、草や葉のにおいの主要な成分である。天然にはキュウリやトマト、キャベツなどの野菜類、リンゴやバナナ、イチゴなどの果物、茶葉などに存在する。カメムシのにおいの主成分でもある。消防法による第4類危険物 第2石油類に該当する。

## 発見
独ゲッチンゲン大学植物教室のラインケ教授は、新緑の季節に大学周辺の樹木から発散される青臭い香りの正体に関心を持っていた。1870年頃、彼は樹木から若葉を採取し、水蒸気蒸留とエーテル抽出によって精油を集めた。1881年、青臭い香りの物質がアルデヒドである可能性を指摘した。
その後、独ハイデルベルク大学のクルチウス教授は青臭い香り物質の構造決定に取り掛かった。彼はハイデルベルク大学に来る前、ラインケと同じゲッチンゲン大学の化学教室に所属しており、また、ラインケは葉からの化学物質の抽出方法を知るためクルチウスやベンゼンから助言を仰いでいた。クルチウスの助手フランケン博士はネッカー川対岸の哲学の道沿いから灌木や草本（シデ、ポプラ、アカシア、トネリコ、カエデ、クルミ、ヤナギ、ブナ、シラカンバ、トチノキ、ハシバミ、ハンノキ、カシ、クリ、ブドウ、シダおよびライラックなど）を採取した。1912年、シデの葉600㎏に水蒸気を吹き込み、精油を抽出し、この抽出液中から2-ヘキセナールを同定した。こうして、両氏は世界で初めて青臭い芳香物質を発見し、これを青葉アルデヒド（Blatter aldehyd）と名付けた。
茶生葉からは1933年に武居三吉により青葉アルコールとともに発見された。1960年、畑中顯和（あきかず）は、茶から抽出した青葉アルデヒドと、化学合成した(2E)-ヘキセナールが同一であることを明らかにし、青葉アルデヒドの幾何構造はトランスであることを証明した。

## 製法と用途
ブチルアルデヒドジエチルアセタールとエチルビニルエーテルから製造され、フレグランスにナチュラルなトップノートを与えたり、フルーツタイプのフレーバーに使用される。慢性疲労症候群に対しても有効である。